# Grant Moore and his New Orleans Black Devils
Grant Moore and his New Orleans Black Devils war eine Territory Band, die in den späten 1920er- und 1930er-Jahren im Mittleren Westen der USA spielte.
Die Original New Orleans Black Devils, wie die aus Milwaukee, Wisconsin stammende, von dem Klarinettisten und Altsaxophonisten Grant Moore geleitete Band mit vollständigem Namen hieß, tourte gemanagt von den Stecker Bros., in Ballrooms des Mittleren Westens, vorwiegend Minnesota, Wisconsin und Michigan. Eine Reihe von später bekannten Jazzmusikern spielte bei den Black Devils, darunter Jabbo Smith und Budd Johnson. Im Mai 1931 nahmen Moore und die Black Devils in Chicago für Vocation auf (Original Dixieland One Step/Mama Don’t Allow No Music Playing Here), mit den Trompetern Bob Russell und Sylvester Friel, Posaunist Thomas Howard, Altsaxophonist Earl Keith und Tenorsaxophonist Willard Brown sowie Pianist J. Norman Ebron, dem Banjospieler Harold Robbins, dem Tubisten Lawrence Williams und Harold Flood am Schlagzeug. Mama Don’t Allow No Music Playing Here enthielt schon die typischen Bass Drum-„Bomben“, die typisch für den Jazz der mittleren 1940er-Jahre werden sollten.
Aufnahmen der Black Devils erschienen in der Anthologie What Kind of Rhythm Is That?.